# Zaborowce
Zaborowce (biał. Забараўцы; ros. Заборовцы) – wieś na Białorusi, w obwodzie brzeskim, w rejonie pińskim, w sielsowiecie Łyszcze, nad Wiślicą.
Znajduje się tu parafialna cerkiew prawosławna pw. św. Michała Archanioła.
W dwudziestoleciu międzywojennym miejscowość leżała w Polsce, w województwie poleskim, w powiecie pińskim, w gminie Łohiszyn. Po II wojnie światowej w granicach Związku Sowieckiego. Od 1991 w niepodległej Białorusi.
Urodził tu się białoruski dziennikarz i polityk Iosif Siaredzicz.